# The Great Artiste
O The Great Artiste era um avião B-29 (B-29-40-MO 44-27353, Victor número 89 (sistema de identificação da USAF) Silverplate para a Força Aérea dos Estados Unidos, designado para o esquadrão de bombardeio 393 D, 509th Grupo Composite. A aeronave foi nomeada em homenagem a seu bombardeiro, Capitão Kermit Beahan, em referência a seus talentos no bombardeio. Ele voou 12 missões de treinamento e prática nas quais bombardeou ilhas do Pacífico controladas por japoneses e jogou "bombas de abóbora" (em tradução livre. Essas bombas simulavam a bomba Fat Man mas sem explosivos nucleares) em alvos no Japão. Foi a única aeronave a participar nos bombardeios de Hiroshima e Nagasaki, embora como aeronave de observação em cada missão.
Após o fim da guerra, ele retornou com o 509th Composite Group do Roswell Army Air Field, Novo México. Ele foi desmantelado em setembro de 1949 depois de ser seriamente danificado em um acidente na  Base aérea de Goose Bay, Labrador, em 1948.

## Tripulação da missão de Hiroshima
Tripulação C-15 (normalmente atribuída ao The Great Artiste):
- Major Charles W. Sweeney, comandante da aeronave
- 1º Tenente Charles D. (Don) Albury, piloto
- 2º Tenente Fred Olivi, co-piloto
- Capitão James Van Pelt, navegador
- Capitão Kermit K. Beahan, bombardeiro
- Cabo Abe Spitzer, operador de rádio
- Sargento Mestre John D. Kuharek, engenheiro de voo
- Sargento Ray Gallagher, artilheiro, engenheiro de vôo assistente
- Sargento Edward Buckley, operador de radar
- Sargento Albert Dehart, artilheiro de cauda

Observadores do Projeto Alberta a bordo da missão Hiroshima:
- Luis alvarez
- Harold Agnew
- Lawrence H. Johnston

## Tripulação da missão de Nagasaki
Tripulação C-13 (normalmente atribuída ao Bockscar):
- Capitão Frederick C. Bock, comandante da aeronave
- Tenente Hugh C. Ferguson, co-piloto
- Tenente Leonard A. Godfrey, navegador
- Tenente Charles Levy, bombardeiro
- Sargento Mestre Roderick F. Arnold, engenheiro de vôo
- Sargento Ralph D. Belanger, engenheiro de vôo assistente
- Sargento Ralph D. Curry, operador de rádio
- Sargento William C. Barney, operador de radar
- Sargento Robert J. Stock, artilheiro de cauda

Observadores a bordo:
- Sargento Walter Goodman (Projeto Alberta)
- Lawrence H. Johnston (Projeto Alberta)
- Sargento técnico Jesse Kupferberg (Projeto Alberta)
- William L. Laurence, correspondente do The New York Times

## Exposição
Uma representação do Grande Artista está em exibição no "Spirit Gate" da Base da Força Aérea de Whiteman , Missouri, agora a base do 509º Grupo de Operações. A aeronave, originalmente B-29 44-61671, que serviu como uma aeronave de resgate SB-29 "Super Dumbo" durante a Guerra da Coréia, foi reformada para representar o the great artiste e mudou-se para Whiteman após o fechamento da Base da Força Aérea de Pease em 1991.